# Suicidio di Lucrezia (Rembrandt)
Il Suicidio di Lucrezia è un dipinto a olio su tela (120x101 cm) realizzato nel 1664 dal pittore Rembrandt Harmenszoon Van Rijn.
È conservato nel National Gallery di Washington.
L'opera è firmata e datata  "REMBRANDT F. 1664".
Lucrezia era una nobile romana che venne costretta all'adulterio da Sesto Tarquinio. Successivamente, confessò il ricatto subìto e scelse di suicidarsi per non vivere nel disonore.
Rembrandt affrontò altre due volte questo tema: si è conservato, però, solo uno degli altri due dipinti, quello del Minneapolis Institute of Arts.
Alcuni critici riconoscono nella donna Hendrickje Stoffels, la seconda moglie del pittore.